# Coluna Prestes
A Coluna Prestes ou Coluna Miguel Costa-Prestes, formalmente designada 1.ª Divisão Revolucionária, foi um movimento político-militar brasileiro de teor tenentista ocorrido entre 1924 e 1927. O principal motivo para a criação do movimento foi a insatisfação com o governo de Artur Bernardes e o regime oligárquico, característico da República Velha, conhecido como política do café com leite. Suas reivindicações foram a implementação do voto secreto, a defesa do ensino público e a obrigatoriedade do ensino secundário para toda a população, além de acabar com a miséria e a injustiça social no Brasil. Em seus dois anos e meio de duração, a Coluna, composta de 1,5 mil homens, percorreu cerca de 25 mil quilômetros, através de treze estados do Brasil.
Apesar da marcha militar, algumas características de um movimento popular são identificadas uma vez que a maioria de seus soldados eram principalmente trabalhadores do campo, analfabetos e semianalfabetos. Cerca de cinquenta mulheres participaram da marcha, quase todas originarias do Destacamento Gaúcho. Muitas dessas mulheres chegaram a combater do lado dos revoltosos. Como consequência final, a marcha teve grande importância para a história do Brasil porque teve caráter nacional e enfraqueceu o governo oligárquico, abrindo caminho para a Revolução de 1930.

## Contexto
Apesar do movimento tenentista ter os militares de baixa oficialidade como seus principais participantes, não se caracterizou como um movimento militarista. Foi, no entanto, uma expressão de revolta das classes médias com o domínio oligárquico existente no país. Não era pretensão dos tenentes o estabelecimento de um governo militar, mas sim de um legítimo poder civil baseado no liberalismo. Tendo proporções nacionais, não somente os setores militares foram mobilizados mas também os civis.

## Trajetória

### Rio Grande do Sul
Com a eclosão dos levantes tenentistas, principalmente após as notícias da Revolta Paulista de 1924. Em 28 de outubro de 1924 na Região das Missões do Rio Grande do Sul os primeiros batalhões e cavalarias se levantaram com o incentivo do capitão Luís Carlos Prestes, que comandava o 1º Batalhão Ferroviário de Santo Ângelo. Também rebelaram-se tropas nas cidades gaúchas de São Luiz Gonzaga, São Borja e Uruguaiana, respectivamente coordenadas por Pedro Gay, Rui Zubaran e Juarez Távora. Em São Borja, Antônio de Siqueira Campos participou da chefia das tropas ao retornar clandestinamente de seu exílio em Buenos Aires. Os civis eram chefiados pelos caudilhos maragatos, acostumados com a luta de guerrilhas.
Em dezembro do mesmo ano, cerca de catorze mil homens sob o comando do Estado-Maior governista marchavam sobre São Luís Gonzaga com o objetivo de cercar e suprimir as forças rebeldes que pensavam estar reunidas na cidade. No entanto, os soldados da Coluna estavam distribuídos em torno da cidade em distâncias consideráveis, o que possibilitou que Prestes encontrasse uma saída que permitisse romper o cerco legalista. Com o exército governista desorientado pela estratégia de mobilidade adotada, a Coluna marchou durante a noite em direção a Ijuí, que era um ponto fraco dentro das defesas legalistas. Ao ficar evidente que os rebeldes haviam rompido o cerco sem serem percebidos, o governo reuniu 1,6 mil homens na região de Nova Ramada visando barrar a passagem para Palmeira das Missões. Deu-se início ao confronto de oito horas que ficou conhecido como "Combate da Ramada" no dia 3 de janeiro de 1925, onde mais uma vez a tática que Prestes concebeu como "guerra de movimento" foi decisiva para a vitória da Coluna apesar de cinquenta de seus soldados terem sido mortos e cem foram feridos. A marcha, agora com cerca de 600 homens, continuou para a travessia do norte do Rio Grande do Sul no Rio Uruguai.

### Santa Catarina e Paraná
Os rebeldes deslocavam-se a pé por Santa Catarina pois haviam perdido quase todos seus cavalos na travessia do Rio Uruguai. Na cidade de Maria Preta os rebeldes escaparam provocando uma briga entre oficiais legalistas. Em 7 de fevereiro, chegaram em Barracão, Paraná, onde dias depois, travou duas importantes batalhas, da linha Maria Preta e da famosa manobra da linha Separação, nesta última, colocando as duas tropas legalistas em confronto direto. De Barracão, Prestes, em uma carta ao general Isidoro Dias Lopes, revela seu plano de ataque ao general Cândido Rondon em Mallet. Prestes então liderou os revolucionários até o oeste paranaense com o objetivo de encontrar os rebeldes remanescentes da Revolta Paulista de 1924. A tropas paulistas foram incorporadas à Coluna em abril de 1925 em Foz do Iguaçu. No dia 12 de abril, Prestes se reuniu com Dias Lopes e Miguel Costa para formar a 1.ª Divisão Revolucionária. Os quatro destacamentos que a compunham eram comandados por Siqueira Campos, João Alberto Lins de Barros, Cordeiro de Farias e Djalma Dutra. Decidiram então prosseguir a marcha para o Mato Grosso, passando pelo Paraguai, enquanto Isidoro Lopes parte para a Argentina. para organizar uma rede de apoio externo para o movimento. Por sua vez um pequeno componente da Coluna permaneceu em Foz do Iguaçu, a fim de distrair as tropas legalistas permitindo a fuga dos revoltosos.

### Mato Grosso, Goiás e Minas Gerais

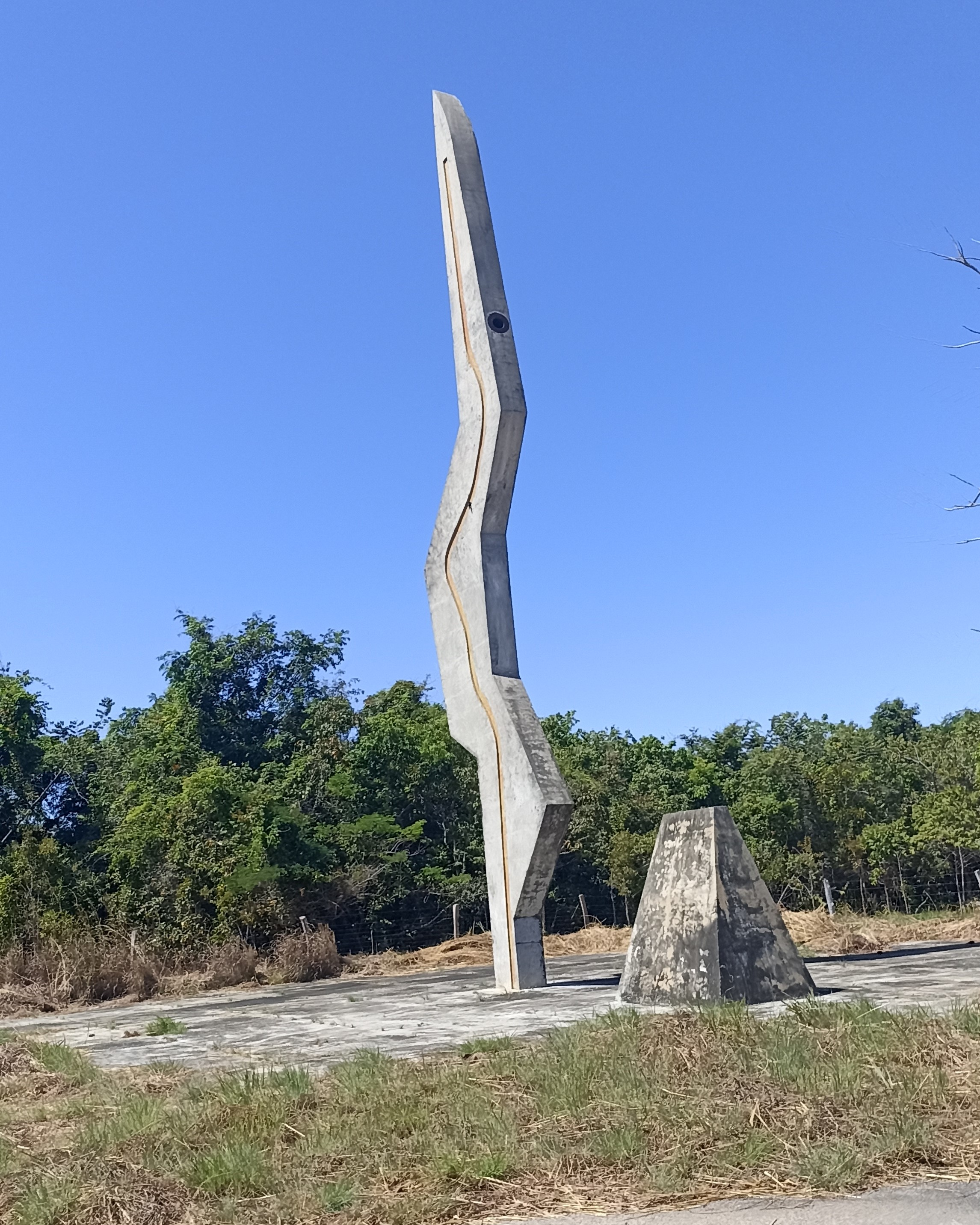
Monumento Coluna Prestes - TO

Com a Coluna ingressando no sul do Mato Grosso, os legalistas da região foram reforçados pelo exército do major Bertoldo Klinger com mais de mil homens. Houve um confronto de dois dias na Cabeceira do Apa onde os destacamentos de Siqueira Campos e João Alberto obrigaram o exército de Klinger a se retirar. Avançando pelo estado em direção a Goiás, combateram por vezes as forças de Klinger e a polícia goiana, percorreram a serra do Paranã e entraram em Minas Gerais. Em 7 de setembro os revolucionários voltaram a Goiás e começaram a marchar em direção ao norte do atual Tocantins. Nessa época, em um confronto os revoltosos se dividiram em pelotões plantando pistas falsas conseguindo assim despistar as tropas legalistas. Houve também um momento durante a passagem pelo Planalto Central em que Artur Bernardes mandou aviões para bombardear os revoltosos, essa tentativa fracassou devido ao mal tempo. Em um confronto no planalto Prestes o venceu graças a ajuda de um infiltrado na tropa legalista.

### Norte e Nordeste
A marcha seguiu em direção ao nordeste e em novembro atingiu o Maranhão. Em dezembro entrou no Piauí e travou um combate em Teresina com as forças do governo. Antes do combate os revoltosos cortaram as linhas de telégrafo que ligavam Barão do Grajaú a Teresina. Rumando então para o Ceará, a Coluna teve outra baixa importante quando Juarez Távora foi capturado. Em janeiro de 1926, atravessando o Ceará, chegou ao Rio Grande do Norte e em fevereiro invadiu a Paraíba, enfrentando na vila de Piancó séria resistência comandada pelo padre Aristides Ferreira da Cruz, líder político local, sabe-se inclusive que neste mesmo ano o bando do cangaceiro Lampião tentou combater a coluna prestes a serviço de coronéis fazendeiros oligarcas utilizando armamento das forças armadas inclusive fuzis . Após ferrenhos combates, a vila acabou ocupada pelos revolucionários. Prosseguindo a marcha rumo ao sul, a Coluna atravessou Pernambuco e na Bahia foi fortemente combatida pelos coronéis latifundiários que outrora faziam oposição ao governo mas quando no momento da contradição de classe fizeram prevalecer as rixas locais apoiando a policia e enviando jagunços contra os revoltosos , em seguida a coluna prestes dirigiu-se para o norte de Minas Gerais, onde esperavam pelo levante do tenente Cleto Campelo em Pernambuco, porém o levante fracassou e os insurgentes foram cercados por quinze mil soldados legalistas, mas conseguiram escapar em uma rota de fuga encontrada nas montanhas locais. O comando da coluna decidiu interromper a marcha para o sul e retornar ao nordeste através da Bahia. A intenção da passagem por Minas era furar o cerco empreendido pelo coronel Horácio de Matos atraindo suas forças para Minas, e depois retornar para Bahia, e com isso receber novas armas e munições das mãos de Isidoro Lopes. Cruzou o Piauí, alcançou Goiás e finalmente chegou de volta a Mato Grosso em outubro de 1926. Naquele momento, foram enviados à Argentina Lourenço Moreira Lima e Djalma Dutra para consultar o general Dias Lopes quanto às orientações futuras para a Coluna.

### Exílio na Bolívia
Entre fevereiro e março de 1927, após a travessia do Pantanal, parte da coluna comandada por Siqueira Campos, que comandava o melhor destacamento da Coluna chegou ao Paraguai com o objetivo de desviar a atenção da tropa legalista, ao passo que o restante ingressou na Bolívia. Tendo em vista as condições precárias, as instruções de Dias Lopes eram para que os revolucionários se exilassem. Miguel Costa seguiu para Paso de los Libres enquanto Prestes e mais duzentos homens rumaram para Gaiba. Em 5 de julho de 1927, os exilados inauguraram em Gaiba um monumento em homenagem aos mortos da campanha da Coluna.

## Participação de mulheres
É muito pouco conhecida, e explorada a participação de mulheres na Coluna Prestes. Elas eram conhecidas como viandeiras e eram frequentemente incorporadas a tropa contra a vontade dos comandantes. Elas eram constantemente vítimas da misoginia com o papel de combatente descartado e substituído pelo papel de "alma mãe". Mesmo assim, algumas fontes mostram a força delas:
Chama-se Alzira, usa chapéu desabado, calças de montar, botas, cartucheira e maneja carabina como o mais aguerrido soldado. A prisão não abateu essa mulher varonil que se mostra rancorosa sempre que se refere às tropas fiéis à República.— Jornal A Tarde, 18/03/1926
Essa reportagem destaca o papel de combatente das mulheres na Coluna Prestes, que é frequentemente esquecido pela história.

## Consequências
Como resultado do fracasso em reprimir o movimento, o governo oligárquico fica enfraquecido, com suas críticas sendo reforçadas, com isso os tenentistas retornam em 1930, mas desta vez vitoriosos e com o apoio de oligarquias dissidentes, pondo fim à República Oligárquica e iniciando um novo ciclo na história do Brasil, marcado não só por maior participação das massas na política e mais direitos para a população, mas também por uma instabilidade política com golpes e ditaduras.